# Akademia Sztabu Generalnego
Akademia Sztabu Generalnego im. gen. broni Karola Świerczewskiego (ASG) – wojskowa uczelnia dowódczo-sztabowa Sił Zbrojnych PRL.

## Historia uczelni
17 kwietnia 1947 Minister Obrony Narodowej marszałek Polski Michał Rola-Żymierski wydał rozkaz o powołaniu Grupy Przygotowawczej Akademii Sztabu Generalnego. Komendantem Grupy Przygotowawczej został generał dywizji Zygmunt Berling, zastępcą komendanta do spraw politycznych pułkownik Mieczysław Szleyen, a kwatermistrzem kapitan Włodzimierz Sęk. Do dyspozycji grupy zostały przydzielone trzy pokoje w budynku w Alejach Niepodległości 247 w Warszawie. Zadaniem grupy było skompletowanie kadry, przede wszystkim naukowej, oraz przygotowanie bazy szkoleniowej w tym nadzorowanie remontu gmachu dawnej Wolnej Wszechnicy Polskiej przy ulicy Opaczewskiej 2 (aktualnie ulica Stefana Banacha).
7 lipca 1947 Minister Obrony Narodowej wydał rozkaz Nr 0184/Org. w sprawie rozformowania Grupy Przygotowawczej i zorganizowania Akademii Sztabu Generalnego. We wrześniu 1947 zostali przyjęci pierwsi kandydaci na studia.
22 października 1947 Rada Ministrów usankcjonowała dekretem powstanie Akademii Sztabu Generalnego jako państwowej szkoły akademickiej. Uczelnia podporządkowana była bezpośrednio szefowi Sztabu Generalnego WP.
Statutowym zadaniem ASG było rozwijanie teorii sztuki wojennej zgodnie z potrzebami sztabów i wojsk oraz zasad skutecznej obrony państwa. Przygotowywała oficerów z wyższym wykształceniem na stanowiska dowódcze i sztabowe.
12 grudnia 1947 odbyło się uroczyste otwarcie ASG połączone z inauguracją pierwszego roku akademickiego. Uczestniczyli w niej między innymi prezydent RP Bolesław Bierut oraz minister obrony narodowej marszałek Polski Michał Rola-Żymierski. Dzień 12 grudnia był odtąd obchodzony jako święto uczelni.
3 kwietnia 1948 Rada Ministrów nadała akademii imię generała broni Karola Świerczewskiego.
W 1948 w jednostkach dydaktycznych ASG wprowadzono strukturę katedrową. Powołano wówczas katedry: taktyki ogólnej i służby sztabów, broni pancernej, artylerii, inżynieryjno-saperską, łączności, taktyki tyłów, historii wojennej oraz nauk społeczno-politycznych. W 1950 utworzono kolejne katedry: wojsk lotniczych i historii sztuki wojennej.
W 1953, na wzór radziecki, utworzono sześć fakultetów, które pełniły rolę wydziałów: operacyjny, ogólnowojskowy, wojsk pancernych i zmechanizowanych, artylerii, rozpoznawczy i wojsk lotniczych.
Latem 1954 akademia została przeniesiona z budynku przy ulicy Opaczewskiej 2 do obiektów przedwojennego Centrum Wyszkolenia Piechoty w Rembertowie.
W 1956 rozwiązano fakultet operacyjny i rozpoznawczy, a rok później wojsk pancernych i zmechanizowanych. W 1960 rozwiązano fakultet ogólnowojskowy. Jednocześnie utworzono oddziały: wojsk rakietowych i artylerii oraz wojsk obrony przeciwlotniczej kraju i lotnictwa. Powołano również: Instytut Organizacji i Techniki Dowodzenia, Zakład Dydaktyki Wojskowej, Katedrę Taktyki Obrony przed Środkami Masowego Rażenia oraz Zespół Studiów Naukowych. W 1966 rozwiązano Oddział Wojsk Rakietowych i Artylerii.
Zasadniczy wpływ na powstanie środowiska naukowego ASG miała decyzje ministra obrony narodowej z 11 i 15 grudnia 1959 o nadaniu tytułu profesora nadzwyczajnego 11 oficerom posiadającym największy dorobek naukowo-dydaktyczny. Otrzymali je: gen. bryg. Mieczysław Bień, płk dypl. Jakub Broch, płk dypl. Józef Dac, płk dypl. Jan Dyda, płk dypl. Jan Kurniewicz, płk dypl. Andrzej Madejski, płk dypl. Edward Perkowicz, płk dypl. Eugeniusz Petrykowski, płk dypl. Józef Stachowski, płk dypl. Felicjan Wiśniewski i płk dypl. Remigiusz Wojtowicz. W latach 1961–1967 stopień doktora nauk wojskowych uzyskało 38 pracowników ASG. W 1967 roku uzyskano pierwsze 3 habilitacje – płk Władysław Filar, płk Kazimierz Gocyła, płk Julian Kaczmarek.
W styczniu 1964 roku na stanowisko komendanta ASG został wyznaczony gen. dyw. Józef Kuropieska, dotychczasowy dowódca Warszawskiego Okręgu Wojskowego i absolwent przedwojennej Wyższej Szkoły Wojennej w Warszawie. W procesie nauczania generał Kuropieska czerpał wzorce obowiązujące w Wyższej Szkole Wojennej, której długoletnim komendantem był gen. dyw. Tadeusz Kutrzeba.
W latach 70. ukazały się pierwsze książki pracowników ASG z dziedziny sztuki wojennej, m.in. autorstwa prof. Juliana Kaczmarka i Kazimierza Nożki. Podjęto ogólnopolskie programy badawcze z dziedziny nauk wojskowych. Wzrósł autorytet uczelni poza granicami Polski, czego wyrazem było podjęcie na przełomie lat 70. i 80. studiów przez oficerów z: ZSRR, Czechosłowacji, Węgier i NRD.
W 1977 dokonano radykalnych zmian w strukturze uczelni. Powołano Wydział Wojsk Lądowych oraz Wydział Wojsk Lotniczych i Obrony Powietrznej Kraju. Obok wydziałów funkcjonowało wiele samodzielnych katedr.
W 1983 został wybity medal „za zasługi dla Akademii Sztabu Generalnego WP im. gen. broni K. Świerczewskiego”, wydany przez Mennicę Państwową, a zaprojektowany przez Józefa Misztelę.
Akademia Sztabu Generalnego była w dziejach polskiego szkolnictwa wojskowego najdłużej funkcjonującą uczelnią dowódczo-sztabową. Jej mury opuściło 6200 oficerów dyplomowanych, a ponad 4800 oficerów ukończyło studia podyplomowe i kursy wojskowe.
Na mocy rozporządzenia Rady Ministrów z 21 maja 1990 roku Akademię Sztabu Generalnego z dniem 1 października 1990 roku przekształcono w Akademię Obrony Narodowej.

## Proces kształcenia
Kurs podstawowy w ASG trwał trzy lata. Na pierwszym roku słuchacze przerabiali zakres dowodzenia na szczeblu pułku, na drugim dywizji, a na trzecim elementy sztuki operacyjnej z ogólnym przedstawieniem zasad dowodzenia na szczeblu armii. Łącznie program kształcenia przewidywał ok. 4300 godzin zajęć dydaktycznych, w tym: 62% na przedmioty operacyjno-taktyczne, 12% na przedmioty ogólne, 5% na przedmioty specjalistyczne, 10% na przedmioty społeczno-polityczne i 11% na szkolenia i egzaminy. Oprócz zajęć teoretycznych prowadzono liczne ćwiczenia dowódczo-sztabowe i szkieletowe, w tym tzw. ćwiczenia pociągowe polegające na wykorzystaniu transportu kolejowego jako ruchomej bazy do ćwiczeń taktycznych i operacyjnych w określonych rejonach Polski. Ważną rolę odgrywały też podróże wojskowo-historyczne oraz letnie i zimowe obozy szkoleniowe.

## Struktura organizacyjna (1967)
- komenda
- jednostki dydaktyczne
  - instytut dowodzenia
  - instytut dydaktyki wojskowej
  - studium operacyjno-strategiczne
  - oddział wojsk OPK i lotnictwa

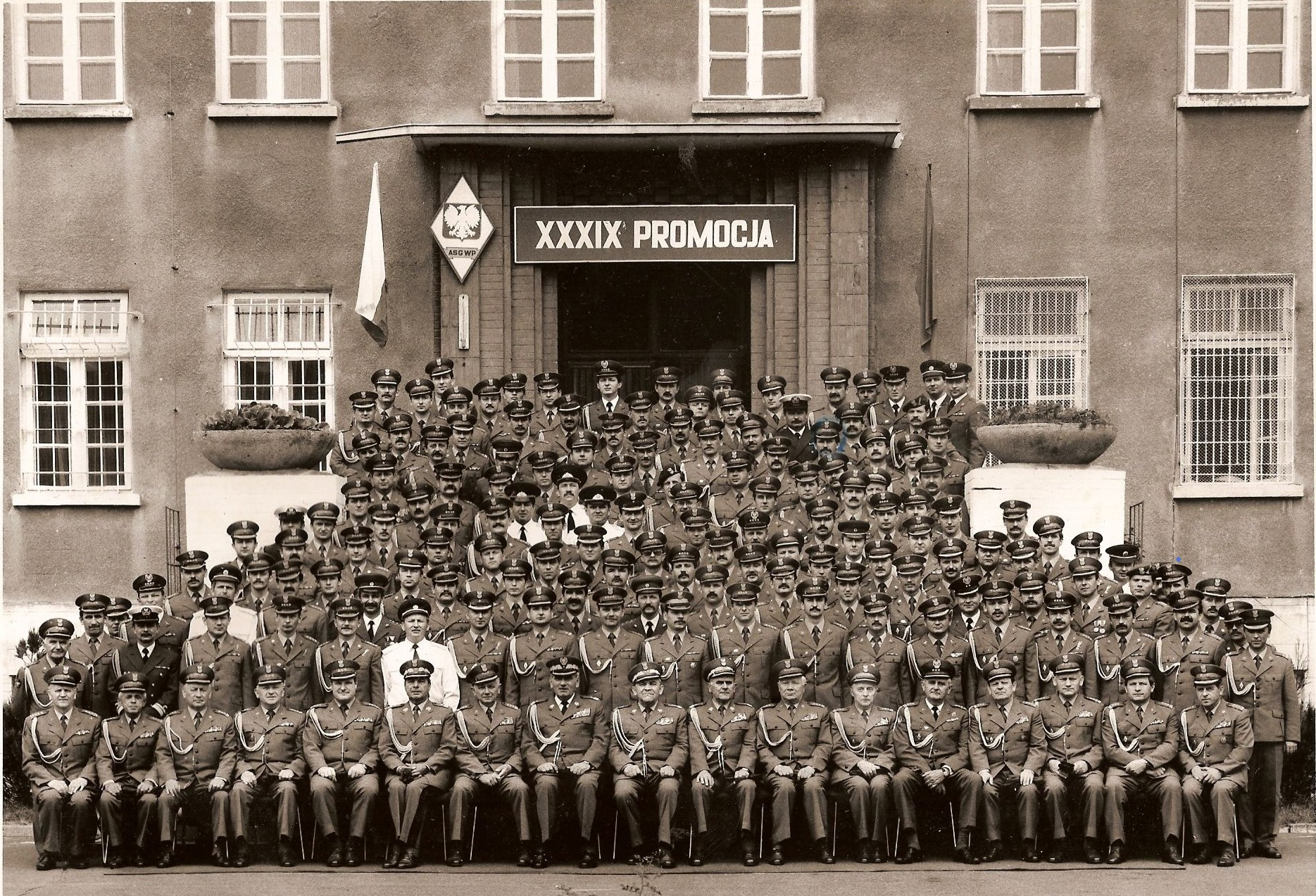
Absolwenci ASG 1989

  - katedry ogólnoakademickie: taktyki ogólnej i sztuki operacyjnej, taktyki wojsk pancernych, taktyki artylerii, taktyki wojsk inżynieryjnych, taktyki obrony przed środkami masowego rażenia, taktyki tyłów, wojsk łączności, obrony przeciwlotniczej, obrony terytorialnej kraju
  - katedry nauk społeczno-politycznych: historii sztuki wojennej, podstaw marksizmu i leninizmu, ekonomii politycznej, ekonomiki wojskowej, pracy partyjno-politycznej
- kurs doskonalenia oficerów
- pododdziały słuchaczy
- oddział naukowy
- biblioteka naukowa
- oddział szkolenia
- oddział techniczny
- oddział ogólnowojskowy
- wydział kadrowy
- wydział finansowy

## Komendanci
- gen. dyw. Bolesław Zarako-Zarakowski (25 VII 1947 – 5 II 1948)
- gen. dyw. Zygmunt Berling (5 II 1948 – 10 IV 1953)
- gen. bryg. Ostap Steca (16 IV 1953 – 11 XI 1953)
- gen. bryg. Grigorij Łaźko (11 XI 1953 – 31 XII 1954)
- gen. bryg. Wiktor Sienicki (10 I 1955 – 25 XI 1956)
- gen. bryg. prof. dr Mieczysław Bień (26 XI 1956 – I 1964)
- gen. dyw. Józef Kuropieska (I 1964 – 20 III 1968)
- gen. dyw. Adam Czaplewski (11 IV 1968 – 12 I 1973)
- gen. dyw. Bolesław Chocha (24 I 1973 – 6 XII 1977)
- gen. broni Józef Kamiński (IV 1978 – XII 1985)
- gen. dyw. prof. dr hab. Władysław Mróz (XII 1985 – 14 VII 1990)
- gen. dyw. prof. dr Tadeusz Jemioło (14 VII – 30 IX 1990)